# Ивлева, Татьяна Ивановна
Татьяна Ивановна Ивлева (8 января 1908, Майкоп — 21 апреля 1983, Одесса) — передовик советского сельского хозяйства, звеньевая колхоза имени Дмитрова Майкопского района ныне Республики Адыгея. Участник Великой Отечественной войны. Герой Социалистического Труда (1948).

## Биография
Родилась в 8 января 1908 года в городе Майкопе Адыгеи.
Рано лишившись родителей, воспитывалась в семье Ивана Даниловича Черноиванова.
В 1930 году вступила в местный колхоз и работала в табаководческой бригаде, позже перешла в полеводство на семенной участок.
С создание в колхозе им. Димитрова звеньев Т. И. Ивлева возглавила одно из них по выращиванию семян, которое собирало но 18-20 центнеров пшеницы с гектара.
В 1940 году участвовала во Всесоюзной сельскохозяйственной выставке (ВСХВ)..
В годы Великой Отечественной войны и послевоенные годы 4-й пятилетки продолжала руководить звеном, которое в 1947 году соревновалось со звеном Т. М. Сапруненко и собрало урожай пшеницы по 34,2 центнера с гектара на площади 8 гектаров..
Указом Президиума Верховного Совета СССР от 6 мая 1948 года за получение высоких урожаев пшеницы в 1947 году звеньевая Ивлева Татьяна Ивановна удостоена звания Героя Социалистического Труда с вручением ордена Ленина и золотой медали «Серп и Молот». А многие члены езвена получили ордена и медали.
До 1951 года работала в родном колхозе (позднее переименованном в «Победа коммунизма»),
В 1951 году переехала в посёлок Хаджох Майкопского района и трудилась полировщицей на заводе «Русские самоцветы».
Избиралась депутатом Краснодарского краевого, Адыгейского областного, Майкопского районного и сельского Советов депутатов трудящихся..
Последнее время проживала в городе Одессе (Украина).
Умерла 21 апреля 1983 года в городе Одесса.

## Награды
- Медаль «Серп и Молот» (1948);
- Орден Ленина (06.5.1948).
- Медаль «За трудовую доблесть»
- Медаль «В ознаменование 100-летия со дня рождения Владимира Ильича Ленина» (6 апреля 1970)